# Atylomyia albifrons
Atylomyia albifrons là một loài ruồi trong họ Tachinidae.